# Kenneth Cope
Pour les articles homonymes, voir Cope.
Kenneth Cope est un acteur britannique né le 14 juin 1931 à Liverpool dans le  Lancashire (Angleterre) et mort le 11 septembre 2024. 
Il est essentiellement connu dans le monde pour son rôle du fantôme Marty Hopkirk dans la série Mon ami le fantôme.

## Biographie
Kenneth Cope joue divers petits rôles au cinéma durant les années 1950 puis a des rôles plus réguliers à la télévision à partir de 1956. Tout en partageant sa carrière entre cinéma et télévision, il commence à travailler dans la très populaire série Coronation Street dans le rôle de Jed Stone qu'il tient durant cinq ans tout en continuant d'apparaître dans d'autres séries.
En 1969, il est choisi pour incarner Marty Hopkirk dans la série qui fait sa renommée : Mon ami le fantôme. Après ce succès, il enchaîne les rôles à la télévision. Il ne prend sa retraite qu'après 2009 et plus d'une centaine de rôles différents au cinéma et à la télévision.
Kenneth Cope meurt le 11 septembre 2024 à l'âge de 93 ans.

## Filmographie partielle

### Années 1950
- 1954 : Impulse de Cy Endfield : le concierge
- 1956 : Doublecross d'Anthony Squire : Jeffrey
- 1956 : X l'Inconnu (X the Unknown) de Leslie Norman : Lansing
- 1957 : Commando sur le Yang-Tsé (Yangtse Incident: The Story of H.M.S. Amethyst) de Michael Anderson : Monsieur McNamara
- 1957 : Les Années dangereuses (These Dangerous Years) de Herbert Wilcox : Juggler
- 1958 : Dunkerque (Dunkirk) de Leslie Norman : Lieutenant Lumpkin
- 1958 : La Brigade des bérets noirs (No Time to Die) de Terence Young : le second officier anglais
- 1959 : Naked Fury de Charles Saunders : Johnny
- 1959 : The Lady Is a Square de Herbert Wilcox : Derek

### Années 1960
- 1960 : Criminal Sexy (Jungle Street) de Charles Saunders : Johnny
- 1960 : Les Criminels (The Criminal) de Joseph Losey : Kelly
- 1961 : The Unstoppable Man de Terry Bishop : Benny
- 1962 : Les Damnés (The Damned) de Joseph Losey : Sid
- 1963 : Tomorrow at Ten de Lance Comfort : Sergent détective Grey
- 1963 : Les Révoltés du Vénus (Carry On Jack) de Gerald Thomas : un marin
- 1964 : Father Came Too ! de Peter Graham Scott : Ron
- 1965 : Genghis Khan d'Henry Levin : Subodai
- 1967 : La Nuit de la grande chaleur (Night of the Big Heat) de Terence Fisher : Tinker Mason
- 1968 : Les requins volent bas (Hammerhead) de David Miller : motocycliste
- 1968 : Du sable et des diamants (A Twist of Sand) de Don Chaffey : officier
- 1969 : La Haine des desperados (The Desperados) d'Henry Levin : Carlin

### Années 1970
- 1971 : She'll Follow You Anywhere de David C. Rea : Mike Carter
- 1971 : Carry on at Your Convenience de Gerald Thomas : Vic Spanner
- 1972 : Carry on Matron de Gerald Thomas : Cyril Carter
- 1972 : Rentadick de Jim Clark : West
- 1974 : Terreur sur le Britannic (Juggernaut) de Richard Lester : L'homme sur le pont

### Années 1980
- 1980 : George and Mildred de Peter Frazer-Jones : Harvey

### Années 1990
- 1994 : Passion sous surveillance (Captives) d'Angela Pope : Docteur Hockley